# Willard Preble Hall
Willard Preble Hall, född 9 maj 1820 i Harpers Ferry, Virginia (i nuvarande West Virginia), död 2 november 1882 i Saint Joseph, Missouri, var en amerikansk politiker. Han var ledamot av USA:s representanthus 1847–1853 och Missouris viceguvernör 1861–1864 samt guvernör 1864–1865. Som kongressledamot var han demokrat och som viceguvernör samt guvernör republikan. Han var bror till William Augustus Hall och farbror till Uriel Sebree Hall.
Hall utexaminerades 1839 från Yale College och studerade därefter juridik. År 1841 inledde han sin karriär som advokat i Missouri. År 1847 tillträdde han som kongressledamot och efterträddes 1853 av Mordecai Oliver. År 1861 efterträdde han Hancock Lee Jackson som Missouris viceguvernör.
Guvernör Hamilton Rowan Gamble avled 1864 i ämbetet och efterträddes av Hall. Han efterträddes sedan 1865 som guvernör av Thomas Clement Fletcher.
Hall avled 1882 och gravsattes på Mount Mora Cemetery i Saint Joseph. Hans andra hustru Ollie var dotter till kongressledamoten Mordecai Oliver.